# Kleinglockner
Der Kleinglockner ist mit einer Höhe von 3770 m ü. A. der zweithöchste Gipfel Österreichs knapp vor der Wildspitze. Bei einer Schartenhöhe von lediglich 14 Metern ist es jedoch umstritten, ob man ihn als eigenständigen Berg zählen kann, oder nur als Nebengipfel des Großglockners. Er liegt in der Glocknergruppe in den Zentralalpen, dem mittleren Teil der Hohen Tauern. Geografisch und geologisch betrachtet wird er als Vorgipfel des benachbarten Großglockners aufgefasst, in der Literatur aber, in Anbetracht seiner alpinistischen Bedeutung, in einigen Fällen gesondert behandelt. Der Gipfel liegt als Bestandteil des Glocknerkamms genau auf der Grenze zwischen Kärnten und Osttirol. Der Kleinglockner hat die Form einer scharfen Schneide, die mit der sogenannten Glocknerwechte bedeckt ist und je nach Verhältnissen eine Besteigung des Berges gefährlich bis unmöglich machen kann. Die Besteigungsgeschichte des Kleinglockners ist eng mit der des Großglockners verknüpft, da die Erstbesteiger, von Süden und Osten kommend, ihn überschreiten mussten.

## Besteigungsgeschichte

### Kleinglockner

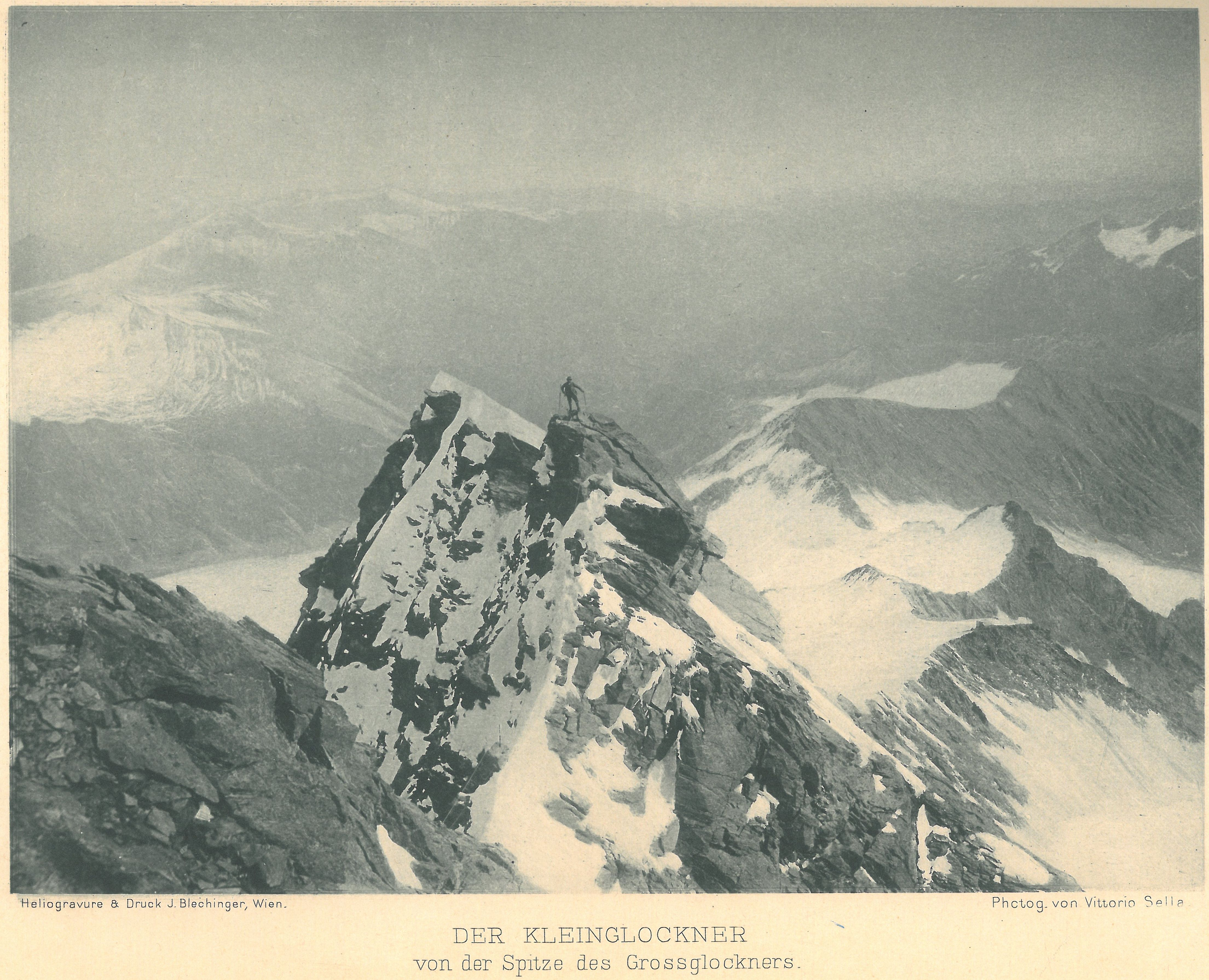
Kleinglockner vom Großglockner aus gesehen, Fotografie von Vittorio Sella, etwa 1890

Im Sommer des Jahres 1799 wurde im Rahmen der Bemühungen zur Besteigung des Großglockners auf 2.750 Metern Höhe im oberen Leitertal, an der Südwestseite des Glocknerkamms in einer Bauzeit von nur einer Woche, eine einfache Hütte aus Brettern und Stämmen errichtet. Der Bau wurde vom Fürstbischof von Gurk, Franz Xaver Altgraf von Salm Reifferscheid, in Auftrag gegeben und finanziert. Reste eines Nachfolgebaus sind noch heute oberhalb der Salmhütte zu sehen. Zwei auch am Bau beteiligte Zimmerleute aus Heiligenblut, Martin und Sepp Klotz, wurden am 15. Juni 1799 ausgesandt, um mögliche Routen zum Gipfel zu erkunden, sie scheiterten aber wegen eines Schneesturms kurz unterhalb des Kleinglocknergipfels. Am 23. Juli wurde der Versuch wiederholt, wobei ein 74 Klafter langes Seil, ein sogenanntes Fixseil, heraufgebracht wurde, ebenso wie eine 7 bis 8 Klafter lange Leiter zur Überwindung der acht Meter breiten Oberen Glocknerscharte, auf 3.756 Metern Höhe. Am 20. August traf der Fürstbischof mit 30 Personen, darunter 19 Bauern als Träger, auf der Hütte ein. Wegen schlechten Wetters entschloss man sich am 22. nach Tisch, als das Wetter sich besserte, aufzubrechen. Doch durch einen erneuten kalten Sturm auf dem Glocknerkamm, mit Schnee und Eis, musste man diese erste Expedition aufgeben und stieg ab hinunter nach Heiligenblut. Die beiden Brüder Klotz, der Organisator des Unternehmens, Ferdinand Joseph Georg Sigismund von Hohenwart, der Protokollant Johann Zopoth und zwei weitere Zimmerleute unternahmen jedoch am 25. August einen weiteren Anlauf und gelangten in tiefem Neuschnee auf den Kleinglocknergipfel, auf dem sie ein vom Fürstbischof gestiftetes Holzkreuz errichteten.

### Großglockner
Für das Jahr 1800 wurde dann die zweite Expedition zum Großglockner geplant, diesmal noch aufwändiger und kostspieliger als die erste. Eingeladen zu dieser Unternehmung wurden auch damals bekannte ausländische Wissenschaftler, wie die Botaniker David Heinrich Hoppe aus Regensburg und Christian Friedrich Schwägrichen aus Leipzig. Die alte Salmhütte wurde zu diesem Zweck stark erweitert. Am 27. Juli 1800 erreichten 62 Personen mit 16 Pferden die Hütte, und am 28. wurde die Besteigung des Großglockners in Angriff genommen. Die Brüder Klotz und die beiden nicht namentlich bekannten Zimmerleute wollten den Pfarrer Franz Joseph Orrasch aus Rangersdorf als ersten auf den Gipfel bringen, der aber verzichtete und mit Sigismund von Hohenwart und Daniel Heinrich Hoppe auf dem Kleinglockner zurückblieb. Die vier Führer erstiegen als erste den Gipfel des Großglockners. Bereits auf der Hohenwarte, später Salmhöhe genannt, kurz unterhalb der Adlersruhe waren auf 3.282 Metern Höhe der Fürstbischof und die anderen Prominenten aus Wissenschaft und Klerus zurückgeblieben. Am 29. August 1800 stiegen die zwei Bauern und die zwei Zimmerleute, diesmal mit dem Landvermesser Ulrich Schiegg und dessen Schüler Valentin Stanič, einem 26-jährigen Mathematikstudenten, abermals auf den Großglockner, um ein 2 Klafter (knapp vier Meter) hohes Gipfelkreuz zu errichten.

## Geologie
Groß- und Kleinglockner gehören zur sogenannten Oberen Schieferhülle, die während der Alpidischen Gebirgsbildung im frühen Paläogen, vor etwa 66 Millionen Jahren, von sich hebendem Tiefengestein, dem Zentralgneis, aufgeworfen wurde. Durch Erosion wurden die Schieferdeckschichten abgetragen und sind nur noch als Umrahmung des sogenannten Tauernfensters vorhanden. Durch diese Hebung hat die Glocknergruppe ihre große Höhe erhalten. Als Hauptgestein der Berge erscheint Prasinit, ein feinkörniger, sehr harter und verwitterungsfester Grünschiefer, der dem Glockner seine dunkelgrüne Färbung verleiht.

## Umgebung

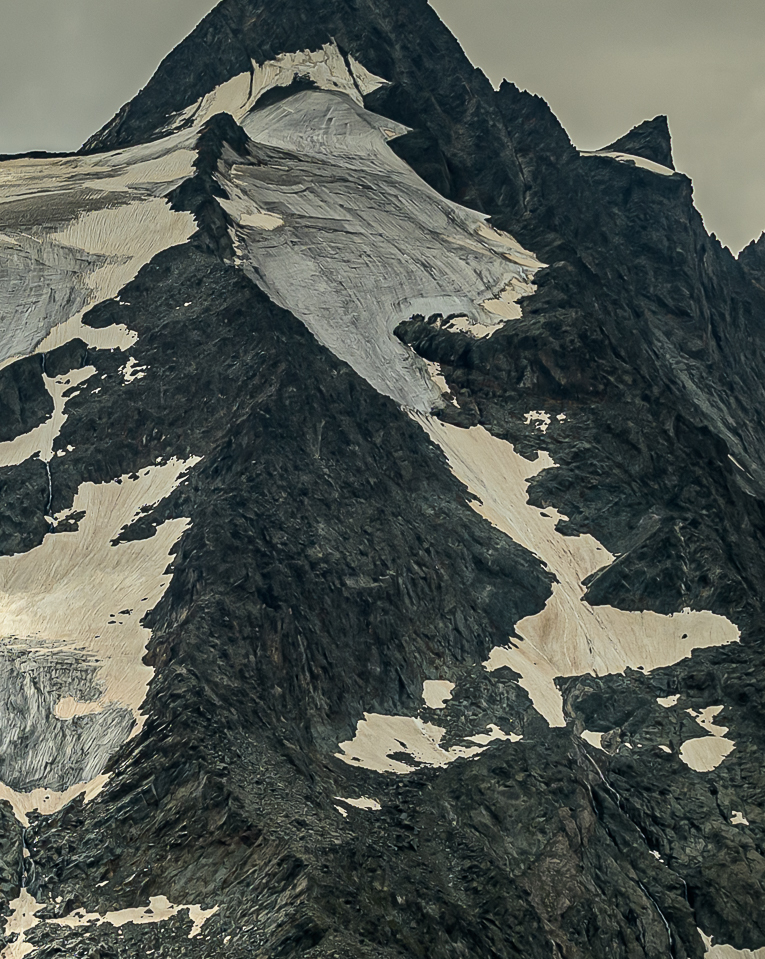
Kleinglocknerkees mit Kleinglocknerkarkopf am Meletzki-Grat im Spätsommer 2024 - schräg das Glocknerhorn

Der Kleinglockner liegt nur knapp 80 Meter Luftlinie in südöstlicher Richtung, getrennt durch die Obere Glocknerscharte, vom Großglockner entfernt. Östlich erstreckt sich der Hängegletscher Kleinglocknerkees bis zu einer Höhe von 3.660 Metern. Südlich liegt das Ködnitzkees und westlich des Luisengrats, der südlichen Fortsetzung des Stüdlgrats, das Teischnitzkees. Benachbarte Berge sind, abgesehen vom Großglockner, im Südosten nur noch die Adlersruhe, mit 3.451 Metern Höhe und im weiteren Verlauf des Glocknerkamms der Hohenwartkopf (benannt nach Sigismund von Hohenwart, 3.308 m) und, getrennt durch die Hohenwartscharte (3.182 m), noch der 3.267 Meter hohe Kellersberg. Nach Südosten fällt das Gelände hinab ins Leitertal und Ködnitztal, der nördlichen Verlängerung des Kalser Tals. Im Norden und Osten erstreckt sich die Pasterze, Österreichs größter Gletscher, und im Westen liegt das Dorfer Tal. Nächste bedeutende Siedlungen sind im Süden das etwa 11 Kilometer Luftlinie entfernte Osttiroler Kals am Großglockner und im Osten, knapp 12 Kilometer entfernt, Heiligenblut in Kärnten.

## Stützpunkte, Übergänge und Routen
Der Weg der Erstbesteiger von 1799 begann in Heiligenblut, führte zur alten Salmhütte an der Südwestseite des Glocknerkamms und weiter über das kleine Hohenwartkees, durch die Hohenwartscharte hinauf zur Salmhöhe, über die Adlersruhe und über die Ostseite zum Gipfel. Der heutige Normalweg wird von der 1880 eröffneten Erzherzog-Johann-Hütte, auf der Adlersruhe (3.451 m) aus begangen. Der Weg erfordert als Hochtour eine besondere Ausrüstung, Gletschererfahrung und Kletterfähigkeiten im Schwierigkeitsgrad UIAA II bei einer Eisneigung bis 40°. Die Gehzeit zum Gipfel beträgt laut Literatur etwa 1½ Stunden. Besondere Schwierigkeiten kann die Glocknerwechte bereiten, eine Schneewechte die nordseitig bis 50° angeweht sein kann. Weitere Zustiege und Kletterrouten gibt es über den östlich gelegenen Glocknerkarkamp, genannt Meletzki-Grat, die Nordflanken, die Nordostwände und den berühmten Smaragdpfeiler am Glocknerkamp-Nordostpfeiler. Die Schwierigkeit dieser Routen liegt zwischen UIAA III bis IV+ und einer Eisneigung bis 90° (Theo-Riml-Gedenkanstieg).